# Palle
Eine Palle (auch: ein Pall) ist eine Trageeinrichtung beim Schiffbau, wobei Kielpallen und Kimmpallen unterschieden werden.
Eine Palle für Großschiffe ist ein ungefähr 1,0 m bis 1,5 m hoher, 1,5 m breiter und 0,5 m dicker Holz- oder Betonblock. Die Holzausführung ist aus mehreren querliegenden Holzbalken zusammengesetzt und durch Spannschrauben fixiert. Pallen sind am Dockboden in einen Winkeleisenrahmen gesetzt und fest mit dem Dock verbunden.
Die Pallen sind in drei Reihen mit Abständen von 1,0 m bis 1,5 m zwischen den Blöcken auf der ganzen Länge angebracht, wo das Schiff zu liegen kommt. In der Mitte unter dem Kiel befinden sich die starren Kielpallen, die auch Kielstappel genannt werden.
Die beiden äußeren Reihen werden Kimmpallen genannt. Sie sind auf der tragenden Oberseite beweglich, um sich der Form des Schiffsrumpfs anpassen zu können, zudem lassen sie sich durch Gestänge in der Höhe verstellen. Die Kimmpallen liegen meistens dort am Schiffsboden an, wo er in einem Bogen zur seitlichen Bordwand übergeht.

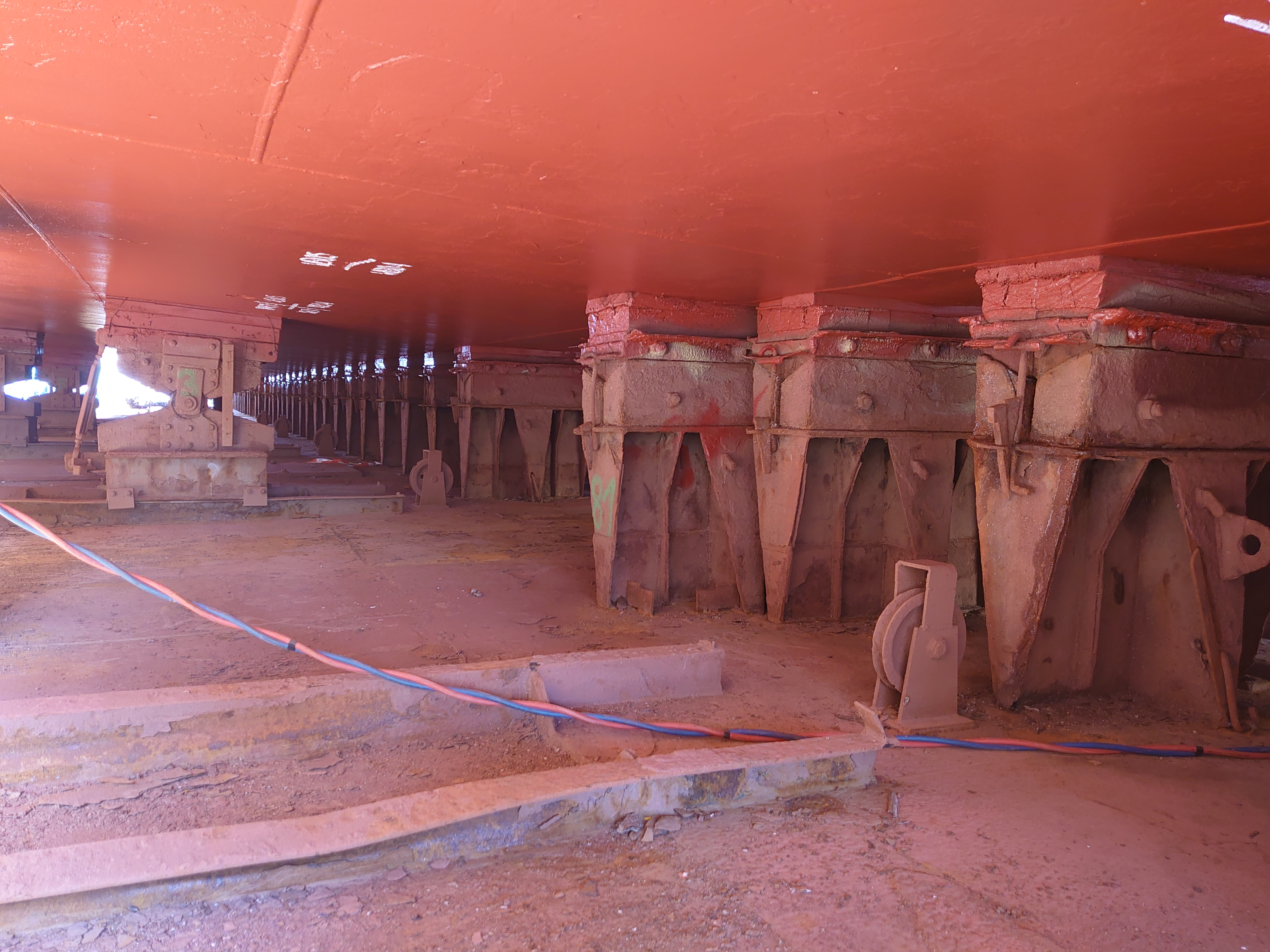
Pallen in einem Schwimmdock in Bremerhaven
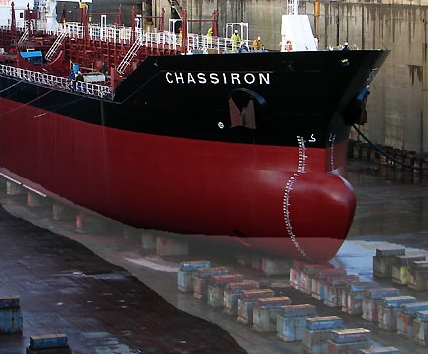
Pallen im Trockendock
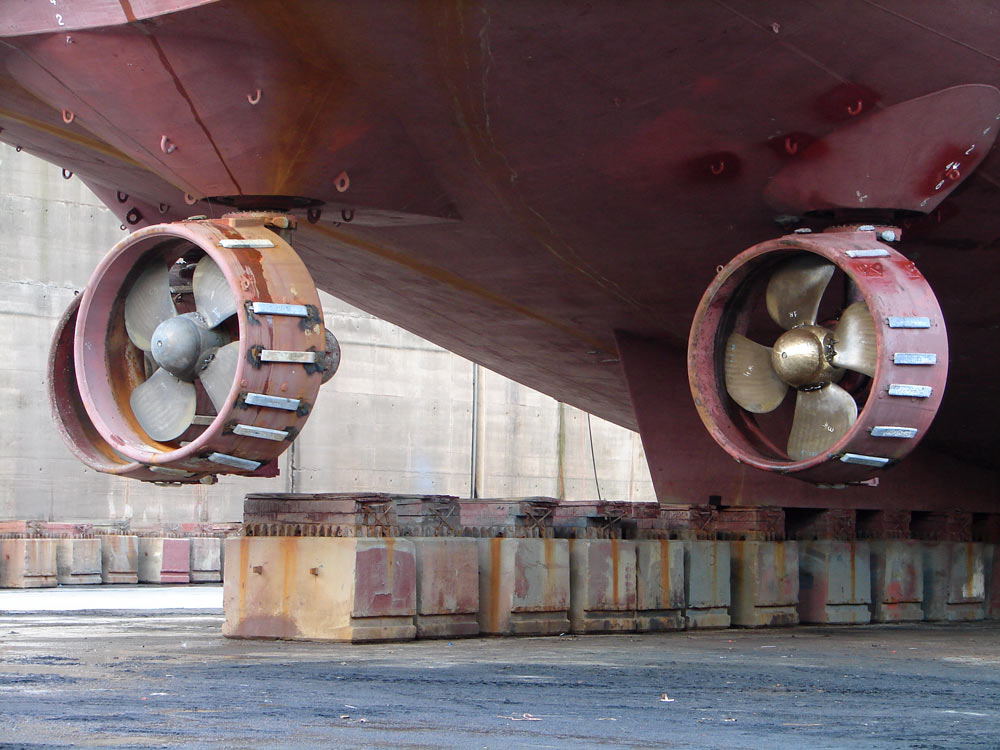
Pallen im Trockendock